# Peter Mansfield
Sir Peter Mansfield (London, Lambeth, 1933. október 9. – Nottingham, 2017. február 8.) brit fizikus.  2003-ban Paul Lauterburral közösen orvostudományi Nobel-díjban részesült a mágneses magrezonancián alapuló képalkotás (MRI) kifejlesztéséért.

## Tanulmányai
Peter Mansfield 1933. október 9-én született a London melletti Lambethben (azóta a főváros kerülete) Sidney George Manfield gázszerelő és Rose Lillian Mansfield pincérnő három fia közül a legfiatalabbként. Peter London Camberwell negyedében nőtt fel. A második világháború alatt a bombázások elől háromszor is vidékre költöztették, először a londonközeli Sevenoaksba, majd kétszer a devoni Torquay-be. Tizenegy évesen az elemi iskola utáni vizsgán megbukott és csak egy rosszabb középiskolába vették fel. Tizenöt évesen otthagyta az iskolát és nyomdászsegédként kezdett dolgozni.
Tizennyolc évesen érdekelni kezdték a rakéták és jelentkezett a hadsereg ellátásért felelős Utánpótlási Minisztérium Rakétameghajtási Osztályára. Másfél évvel később behívták, elvégezte kétéves katonai szolgálatát, majd 1954-ben visszatért a minisztériumba. Munkája mellett két év alatt leérettségizett, 1956-ban pedig felvételizett a Londoni Egyetem Queen Mary College-ének fizika szakára. Harmadik évének végén diplomamunkájában épített egy hordozható tranzisztoros NMR-spektrométert és megmérte vele a Föld mágneses mezejét. Témavezetője, Jack G. Powles felajánlotta neki, hogy végezze az ő NMR-laboratóriumában a doktori tanulmányait. Mansfield 1962-ben szerezte meg a PhD-ját, majd posztdoktori ösztöndíjjal két évet az Egyesült Államokban, az Urbanában lévő Illinois-i Egyetemen töltött. Itteni kutatómunkája a szennyezett (dópolt) fémek NMR-es vizsgálatára irányult.

## Munkássága
Mansfield 1964-ben visszatért Angliába, ahol a Nottinghami Egyetem ajánlott neki egy oktatói és kutatói állást; végül – bár a későbbiekben sok helyről kapott ajánlatot – egészen pályafutása végéig az egyetemen maradt. A 60-as évek végén és a 70-es évek elején pulzáló NMR-es kutatásokat végzett és kidolgozott egy számítógépes programot, amely Fourier-transzformációval elemezni tudta a mérési eredményeket. Ennek eredményeképpen jóval gyorsabban tudták analizálni a kísérleti anyagokat, kezdetben a kalcium-fluorid kristályait. 1972-ben kutatói szabadságát a Heidelbergi Egyetemen töltötte és demonstrálta, hogy a mágneses mező grádiensével jelentősen javítani lehet a mérőmódszere felbontóképességét; bemutatta, hogy a módszerével el lehet különíteni a vékony műanyaglapok közé zárt kámforrétegeket.
1973-ban egy krakkói konferencián tartott előadást, amikor felhívták a figyelmét az amerikai Paul Lauterbur munkájára, aki nagyon hasonló kísérleteket végzett, de nem szilárd anyagokkal, hanem vízzel és szerves objektumokkal. Mansfield és csapata is meglátta a lehetőséget egy orvosi felhasználású képalkotó berendezés megalkotására és sikerült megnyerniük egy jelentős összegű  
pályázatot az első készülék kifejlesztésére. Miután kidolgoztak egy gyorsabb szkennelési módszert, 1976-ban sikeresen szkennelték Mansfield egyik PhD-diákjának ujját, 1977-ben sor került a teljes testet befedő berendezés tesztelésére: bár a szakértők figyelmeztették, hogy az erős mágneses tér veszélyes lehet, Mansfield maga mászott be a berendezésbe és készíttetett magáról egy hasi képet. A prototípus belsejében ekkor még nem volt világítás és a kutatónak 50 percet kellett várnia a sötétben mozdulatlanul, míg a szkennelése elkészült.
1979-ben Mansfieldet professzorrá nevezték ki. A következő tíz évben továbbfejlesztette készülékét, felgyorsította a mérést és az adatok feldolgozását és a 80-as évek végére az MRI a klinikai gyakorlatban is alkalmazható módszerré vált. 1994-ben nyugdíjba vonult, de tovább folytatta kutatómunkáját az egyetemen.
2003-ban a Nobel-díj Bizottság Peter Manfieldnek és Paul Lauterburnak ítélte az orvostudományi Nobel-díjat "a mágneses rezonanciás képalkotás terén elért felfedezéseikért".

## Díjai, elismerései
- 1983 az Orvosi Mágneses Rezonancia Társaságának aranyérme
- 1984 a Royal Society Wellcome Alapítványának aranyérme
- 1988 a brit Fizikai Intézet Duddell-díja
- 1988 a Brit Radiológiai Intézet Silvanus Thompson-érme
- 1989 a Nemzetközi Radiológiai Társaság és a francia Antoine Béclère Intézet Antoine Béclère-érme
- 1990 a Royal Society Mullard-érme
- 1992 a	Nemzetközi Mágneses Rezonancia Társaság díja (Lauterburral közösen)
- 1993 a királynő lovaggá ütötte
- 1993 a British Journal of Radiology Barclay-érme
- 1993 az Európai Orvosi és Biológiai Mágneses Rezonancia Társaság ezüstérme
- 1995 Garmisch-Partenkirchen-díj
- 1995 a Journal of Clinical MRI aranyérme
- 2003 Fiziológiai és orvostudományi Nobel-díj (Lauterburral közösen)

1987-ben felvették a Royal Society-be. 1987-88 között ő volt az Orvosi Mágneses Rezonancia Társaság elnöke. Díszdoktorává fogadta a Strasbourgi Egyetem (1995), a Kenti Egyetem (1996), a krakkói Jagelló Egyetem (2000) és a Nottinghami Egyetem (2004). 2013-ban Nottingham díszpolgárává avatta és róla nevezte el egyik villamosát.

## Családja
Peter Mansfield 1962-ben vette feleségül Jean Kibble-t. Két lányuk született, Gillian és Sarah Mansfield. Szabad idejében érdeklődött a repülés iránt, maga is repült helikopterrel és kisrepülőgéppel és támogatta az emberi erővel felszálló helikopter fejlesztését. Jól beszélt németül és oroszul.
Peter Mansfield 2017. február 8-án halt meg Nottinghamben, 83 évesen.